# Agustín de Iriondo Candioti
El coronel Agustín Gerónimo de Iriondo Candioti (Santa Fe, 10 de enero de 1829-id., 23 de octubre de 1899) fue un militar, político y hacendado argentino, legislador durante tres períodos en la provincia de Santa Fe, y candidato a gobernador de la misma en 1885.

## Biografía

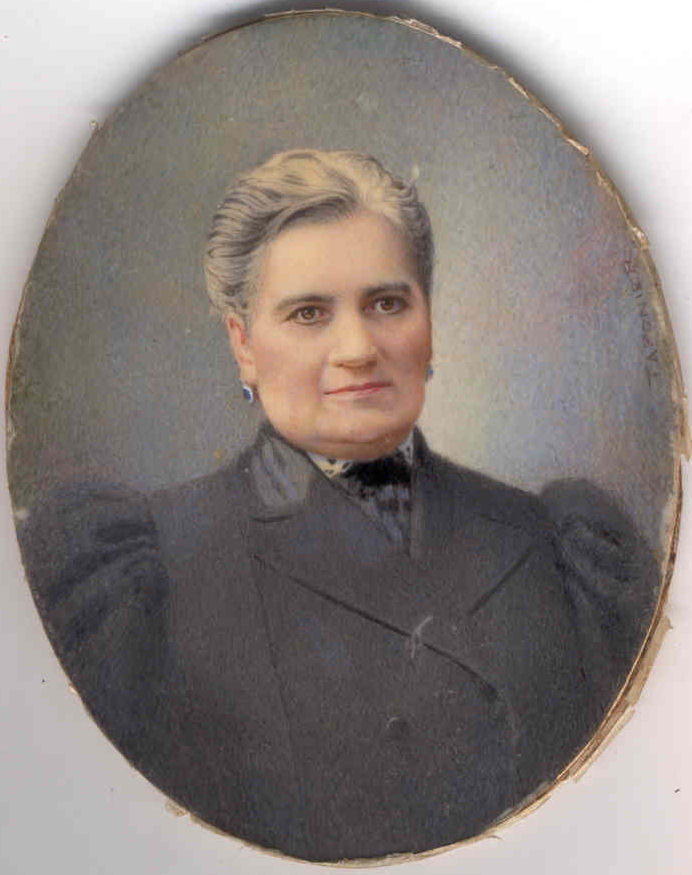
Vicenta de Iturraspe Freyre, segunda esposa del coronel Agustín de Iriondo Candioti.

Fue hijo de Petrona Candioti Larramendi y de Urbano de Iriondo. Era hermano de quien fue en dos períodos gobernador de Santa Fe, Simón de Iriondo. Contrajo matrimonio en 1856 con Joaquina Argento, fallecida en 1868. Segundas nupcias en 1870 con Vicenta Iturraspe Freyre, hermana del gobernador de Santa Fe Bernardo Iturraspe. 
Estas dos familias tradicionales, los Iriondo y los Iturraspe, militaban en bandos políticamente opuestos, con una historia plagada de alzamientos y revoluciones. Uno de los yernos del coronel Iriondo, Gustavo Martínez Zuviría (Hugo Wast), casado con su hija Matilde, reflejó en una novela (1916) y posteriormente en el guion de la película homónima (1941), La casa de los cuervos, estos hechos. Otra de sus hijas, Laura, fue la esposa del escritor y diplomático Miguel Escalada, autor de Las epopeyas, Cariátides, etc.
Fue diputado por la Capital durante dos períodos consecutivos, desde 1874 hasta 1882. En 1883, miembro de la Convención Constituyente. Senador provincial entre 1884 y 1890, y candidato a gobernador de Santa Fe en 1885.